# Crassula aphylla
Crassula aphylla (лат.)  – гидрофитный вид растений рода Толстянка (Crassula) семейства Толстянковые (Crassulaceae).

## Название
Родовое латинское название Crassula происходит от латинского слова crassus, — «толстый», в основном из-за присутствия у растений этого рода сочных листьев.
Видовой латинский эпитет aphylla происходит от греческих слов a – «без» и phyllon – «лист»; «безлистный».

## Описание

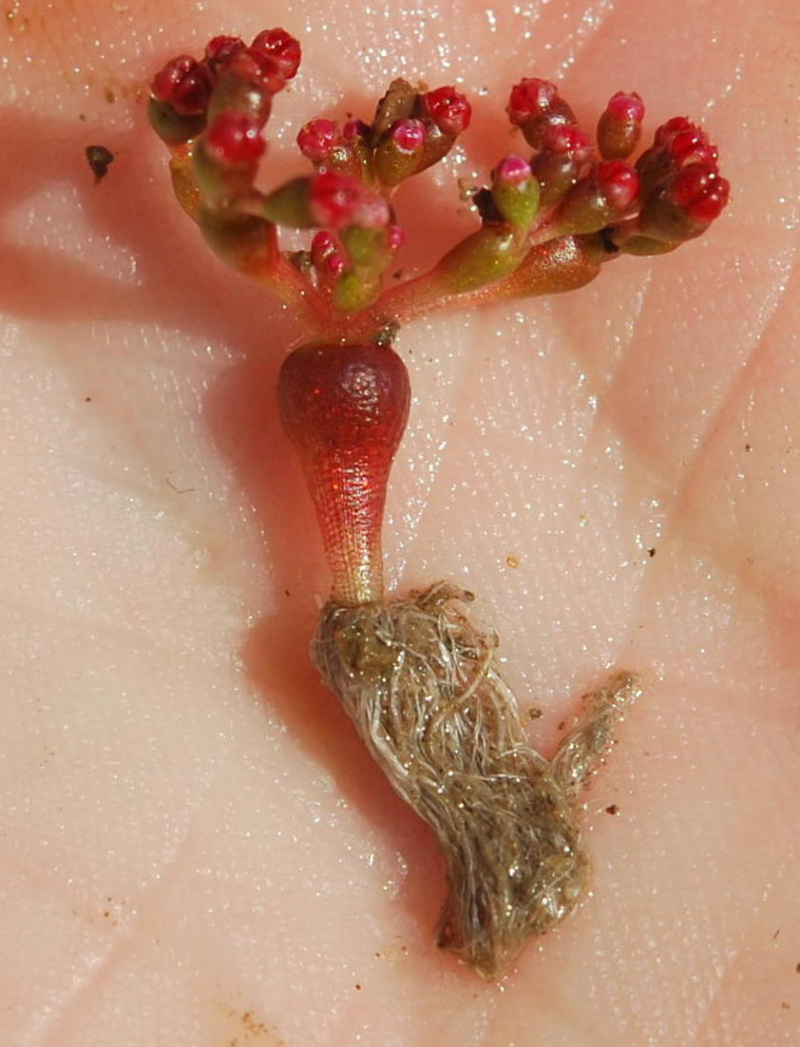
Габитус

Однолетние растения, достигающие высоты от 6 до 30 мм, обладают одиночным прямостоячим булавовидным стеблем, который разветвляется в верхней части. Листья не выражены, но формируют сросшееся мясистое кольцо вокруг верхней части каждого междоузлия. Это кольцо неотделимо от стебля, что придает растению характерные булавовидные сегменты, окрашенные от зеленого до коричневого. 
Соцветие представлено верхушечным цветком, иногда соцветием в пазухе листа, обусловленным симподиальным ветвлением. Цветок четырехчленный, с чашечкой в виде мясистого кольца длиной 0,5 мм, часто с невыраженными тупыми лопастями. Венчик неглубоко чашевидный, у основания едва сросшийся, белого цвета с возможным розовым или красным оттенком. Лопасти венчика яйцевидно-продолговатые, 1-2 мм в длину, обычно округлые, более или менее загнутые. Тычинки с пыльниками варьируют от желтого до коричневого цвета.

## Распространение

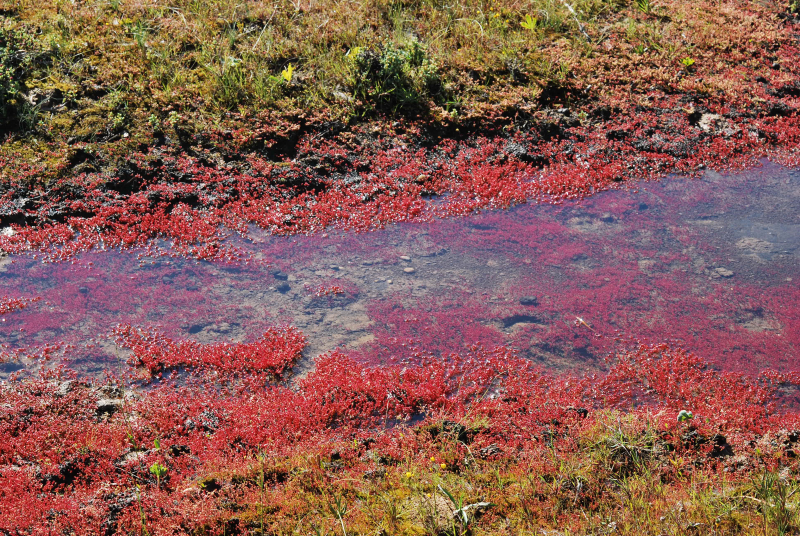
В естественной среде обитания

Растения естественно встречаются на территории Капской провинции Южно-Африканской Республики, в частности в Калвинии. Они произрастают в мелководных бассейнах, которые расположены на гранитных и песчаниковых скалах, особенно на склонах горы Столовой.

## Таксономия
Crassula aphylla Schönland & Baker f., первое упоминание в J. Bot. 36: 371 (1898).

### Синонимы
Гомотипные (основанные на одном и том же номенклатурном типе):
- Rhopalota aphylla (Schönland & Baker f.) N.E.Br. (1931)